# ITA Men’s All-American Championships 2014
Die Saint Francis Health System ITA Men’s All-American Championships wurden 2014 zum 36. Mal ausgetragen. Gespielt wurde vom 27. September bis zum 6. Oktober auf dem Campus der University of Tulsa in Tulsa, Oklahoma.

## Einzel
| Nr. | Spieler             | Erreichte Runde |
| --- | ------------------- | --------------- |
| 1.  | Julian Lenz         | Viertelfinale   |
| 2.  | Yannick Hanfmann    | Finale          |
| 3.  | Áxel Álvarez Llamas | 2. Runde        |
| 4.  | Søren Hess-Olesen   | 2. Runde        |
| 5.  | Jared Hiltzik       | 2. Runde        |
| 6.  | Winston Lin         | 2. Runde        |
| 7.  | Gonzales Austin     | 2. Runde        |
| 8.  | Harrison Adams      | 1. Runde        |

| Nr.    | Spieler             | Erreichte Runde |
| ------ | ------------------- | --------------- |
| 9.–16. | Roberto Cid Subervi | Achtelfinale    |
| 9.–16. | Amerigo Contini     | 1. Runde        |
| 9.–16. | Mackenzie McDonald  | 1. Runde        |
| 9.–16. | Denis Nguyen        | Achtelfinale    |
| 9.–16. | Nathan Pasha        | Viertelfinale   |
| 9.–16. | Austin Smith        | Achtelfinale    |
| 9.–16. | Shane Vinsant       | 2. Runde        |
| 9.–16. | Dane Webb           | 1. Runde        |

## Doppel
| Nr. | Paarung                           | Erreichte Runde |
| --- | --------------------------------- | --------------- |
| 1.  | Miķelis Lībietis Hunter Reese     | Sieg            |
| 2.  | Ross William Guignon Tim Kopinski | 1. Runde        |
| 3.  | Arjun Kadhe Jakob Sude            | Halbfinale      |
| 4.  | Lloyd Glasspool Søren Hess-Olesen | 1. Runde        |

| Nr.   | Paarung                     | Erreichte Runde |
| ----- | --------------------------- | --------------- |
| 5.–8. | Grégory Bayane Chase Melton | 1. Runde        |
| 5.–8. | Nick Chappell Will Stein    | 1. Runde        |
| 5.–8. | Ian Dempster Robbie Mudge   | 1. Runde        |
| 5.–8. | Ashok Narayana Max Schnur   | Viertelfinale   |